# Vincent Matthews
Vincent Edward "Vince" Matthews, född 16 december 1947 i Queens i New York  är en före detta amerikansk friidrottare.
Matthews blev olympisk mästare på 400 meter vid olympiska sommarspelen 1972 i München